# Bodenburg

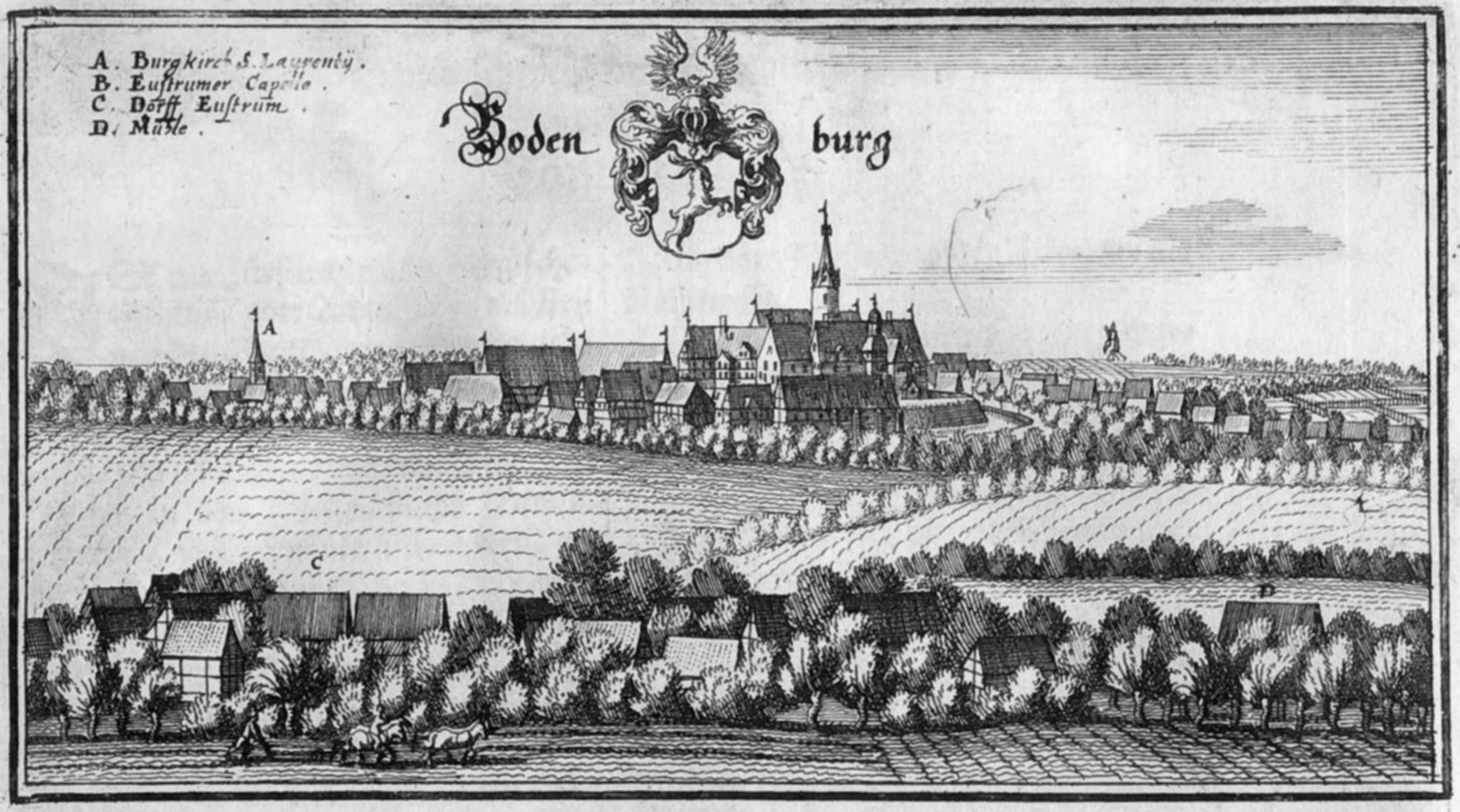
Bodenburg als Merian-Stich um 1650

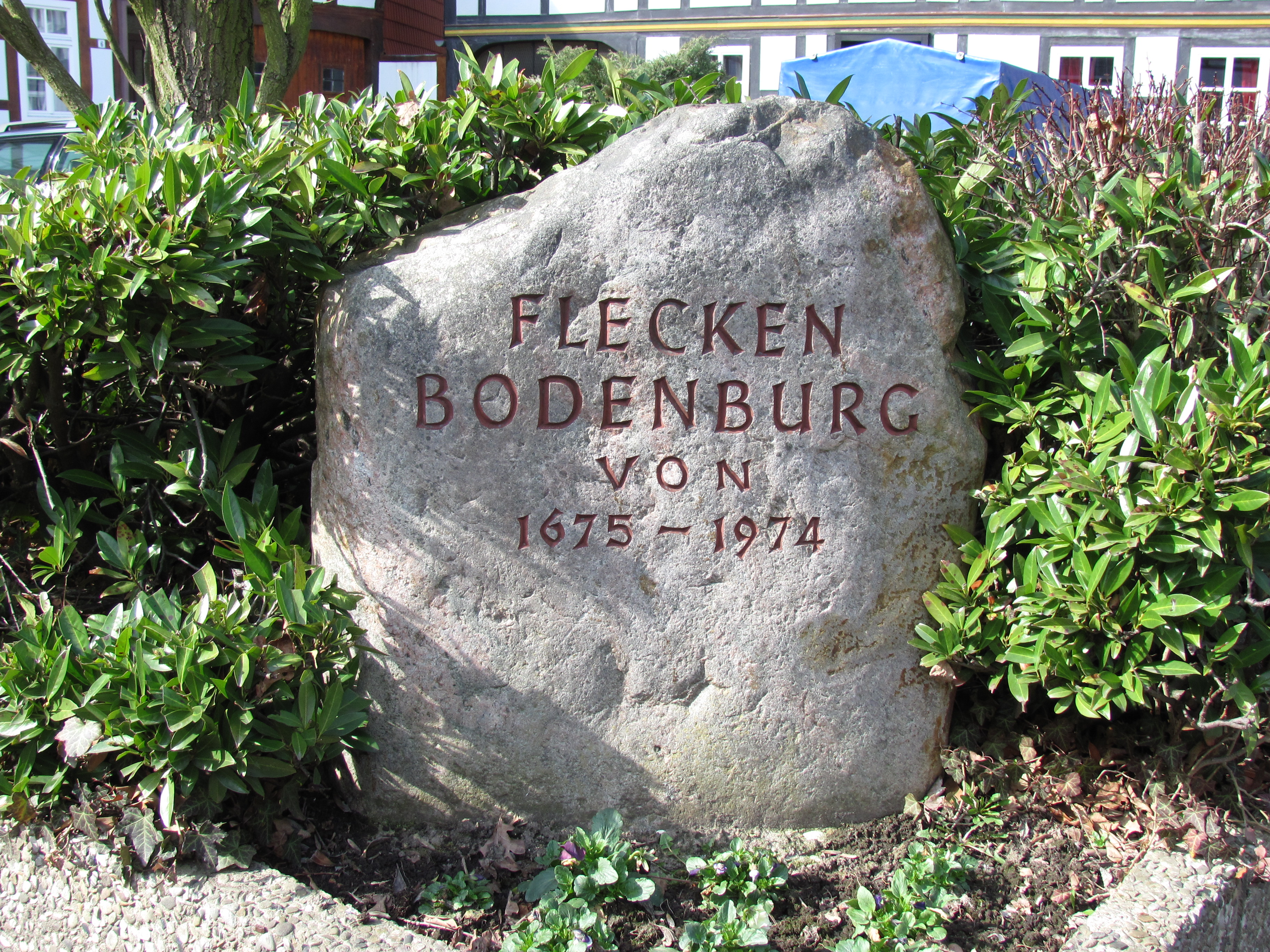
Auf dem Marktplatz erinnert ein Gedenkstein an die Verleihung des Marktrechts 1675 und an die Eingemeindung nach Bad Salzdetfurth 1974

Bodenburg ist ein ehemaliger Flecken, heute ein südlicher Ortsteil von Bad Salzdetfurth, Landkreis Hildesheim in Niedersachsen.

## Geographie
Bodenburg befindet sich im Ostfälischen sowie Niedersächsischen Berg- und Hügelland etwa 20 km südöstlich von Hildesheim. Es liegt am zur Riehe hin geneigten Westhang der Ohe und des Rhoden. Der westliche Horizont ist vom Sackwald begrenzt und nordwestlich beginnt der Hildesheimer Wald mit den Tosmarbergen.
Die Hanglage Bodenburgs und die vielen Quellen in der Umgebung machten den Ort zu einem günstigen Siedlungsgebiet.

## Geschichte
Die erste urkundliche Erwähnung der Bodenburg erfolgte 1142 in einer Urkunde des Hildesheimer Bischofs. Die dort ansässige Familie von Steinberg war sehr einflussreich und besaß Einkünfte aus dem Handel mit Salz aus Salzdetfurth und dem Zehnten der ihr gehörenden Ländereien. Gelegentlich überfielen die Ritter von der Bodenburg als Raubritter auch Kaufleute und raubten sie aus. Daher waren sie in Fehden verwickelt und befanden sich deswegen oft in finanziellen Schwierigkeiten.
Die Edelherren von Meinersen waren in Bodenborg begütert. Um 1220 gaben sie aus ihrem Eigenbesitz sechs Hufen als Lehen an Lippold von Escherde und seinen Bruder, den Zehnt als Lehen an die Brüder Heinrich und Anno von Heimburg sowie drei Geldpfund (talenta) Zins hier und im benachbarten Östrum als Lehen an die Brüder des Svider von Bodenburg. 1280 gaben sie vier Hufen als Lehen an Aschwin von Steinberg und seinen Bruder.
Am 15. Juni 1359 begab sich die Familie von Steinberg in den Dienst der Braunschweiger Herzöge und lag ab diesem Zeitpunkt mit den Hildesheimer Bischöfen in ständigem Streit. Dies führte dazu, dass Handel und Gewerbe, die neben den geringen Erträgen aus dem Ackerland die einzige Erwerbsquelle waren, durch Beschränkungen und doppelte Konzessionszahlungen erheblich erschwert wurden. Die Mehrzahl der Äcker gehörte dem Bodenburger Gut, sodass den Bürgern lediglich eine Grundversorgung ermöglicht wurde. 1675 erhielt Bodenburg das Marktrecht und wurde seitdem „Flecken Bodenburg“ genannt. Durch die Heirat der letzten Erbtochter der Grafen von Steinberg ging das Gut 1905 auf die Freiherren von Cramm über, die es bis heute bewirtschaften. In den Jahren 1836, 1841, 1844 und 1867 brannten große Teile des Ortes ab.
Handel und Gewerbe waren neben den geringen Erträgen aus dem Ackerland die einzige Erwerbsquelle und wurden durch Beschränkungen und doppelte Konzessionszahlungen erheblich erschwert. Die Mehrzahl der Äcker gehörte dem Bodenburger Gut, sodass den Bürgern lediglich eine Grundversorgung ermöglicht wurde. 1675 erhielt Bodenburg das Marktrecht und wurde seitdem „Flecken Bodenburg“ genannt. Durch die Heirat der letzten Erbtochter der Grafen von Steinberg ging das Gut 1905 auf die Freiherren von Cramm über, die es bis heute bewirtschaften. In den Jahren 1836, 1841, 1844 und 1867 brannten große Teile des Ortes ab.
Die Freiwillige Feuerwehr Bodenburg wurde 1872 gegründet und zählt damit zu den ältesten Freiwilligen Feuerwehren im Landkreis Hildesheim. Der Anlass für das Entstehen der Feuerwehr im Flecken Bodenburg bleibt im Dunkeln. Ortsheimatpflegerin Sylvia Köneke vermutet, dass neben einer Feuersbrunst 1867 die Anschaffung der ersten Dampfmaschine in der Beulekeschen Gerberei zu Bodenburg 1871 ein Auslöser für die Gründung gewesen sei. Darüber hinaus ist bekannt, dass es im Herzogtum Braunschweig, zu dem Bodenburg als Exklave gehörte, bereits die ersten Freiwilligen Feuerwehren gegeben hatte. In den umliegenden, zum Bistum Hildesheim gehörenden Ortschaften erfolgte die Organisation der Freiwilligen Feuerwehren erst später (beispielsweise in Bad Salzdetfurth 1892). Der Bodenburger Feuerwehr stand bereits im Gründungsjahr eine Handdruckspritze zur Verfügung. Schon 1874 gründeten elf Kameraden eine Blaskapelle.
Zu Beginn des 20. Jahrhunderts zählte Bodenburg 1063 Einwohner.
Noch bis 1941 gehörte Bodenburg zusammen mit Östrum zum Land Braunschweig und wurde dann in die preußische Provinz Hannover umgegliedert.
Durch die Trennung von Bürgern und Gutsabhängigen ergab sich eine Zweiteilung des Ortes, woraus zwei Kirchen sowie zwei Schulen entstanden. Die Mehrheit der Einwohner ist evangelisch-lutherischer Konfession.
Zur Entwicklung des Postwesens in Bodenburg siehe: Postroute Braunschweig–Göttingen.
Am 1. März 1974 wurde der Flecken Bodenburg in die Stadt Bad Salzdetfurth eingegliedert.

## Politik

### Ortsrat
Der Ortsrat, der den Ortsteil Bodenburg vertritt, setzt sich aus sieben Mitgliedern zusammen. Die Ratsmitglieder werden durch eine Kommunalwahl für jeweils fünf Jahre gewählt.
Bei der Kommunalwahl 2021 ergab sich folgende Sitzverteilung:
| Ortsrat 2021Insgesamt 7 Sitze - SPD: 3 - CDU: 1 - MiB: 2 - WuBS: 1 |

### Ortsbürgermeister
Ortsbürgermeister ist seit 2016 Heinrich Schrell (Wählergemeinschaft MiB).

### Wappen
Blasonierung: „In Silber ein roter Steinbock, in den Vorderhufen einen gestürzten und linksgewandten blauen Schlüssel haltend“. Der rote Steinbock geht zurück auf das Wappen der Herren von Steinberg, die aus dem Uradel der hildesheimischen und welfischen Territorien stammen. Sie waren in der Frühzeit des 14. Jahrhunderts Lehnsträger des Stifts Hildesheim sowie seit 1359 der Braunschweiger Herzöge für die Burg in Bodenburg. Das Vorbild für den Schlüssel findet sich in einem Gitter der St. Johanniskirche. Das Wappen wurde 1951 von Minister des Inneren genehmigt.

## Kultur und Sehenswürdigkeiten
Der historische Ortskern wird von einem Wasserschloss aus dem 11. Jahrhundert und zwei in T-Form angeordneten Reihen von Fachwerkhäusern gebildet.

### Schloss Bodenburg
- Das Schloss ging aus einer mittelalterlichen Burganlage und späteren Wasserschloss mit Bergfried hervor.
- Der Schlosspark liegt westlich und nördlich des Westflügels des Schlosses. Es ist ein im Jahre 2006 restaurierte Landschaftspark, der nach englischem Vorbild gestaltet wurde. Seltene Gehölze gruppieren sich um einen zentralen Teich, auf dessen Halbinsel historische Grabmalreliefplatten um ein zentrales Denkmal herum Aufstellung fanden. Im Jahr 2020 wurden rund um den zentralen Teich zwei Paare von schwarzen Schwänen sowie Gänse angesiedelt. Auch wurden um den Teich zahlreiche Verweil- und Sitzgelegenheit geschaffen.
- Das heute sogenannte Kunstgebäude wurde 1857 als Wirtschaftsgebäude auf der Vorburg von Schloss Bodenburg erbaut. Eine frühere Stallnutzung führte im Volksmund zur Bezeichnung Bullenstall. Ungewöhnlich ist der Bau wegen seines mächtigen Bogendaches, das von dem Hildesheimer Denkmalpfleger Martin Thumm mit dem einprägsamen Begriff Sattelschwingdach versehen wurde. Baukonstruktiv handelt es sich um ein seltenes „Pseudo-Bohlendach“.[12][13] Für die langwierige Instandsetzung und Umnutzung des Gebäudes verlieh die Niedersächsische Sparkassenstiftung 1999 den Preis für Denkmalschutz.1998 wurde das Gebäude als Kunstgebäude auf dem Schlosshof in Bodenburg des Kunstvereins Bad Salzdetfurth eingeweiht, seit 2009 ist es im Besitz der Stiftung Kunstgebäude Schlosshof Bodenburg.[14] Der erste Ausstellungszyklus mit internationaler Beteiligung widmete sich den Tierarten. 2004 begann ein zweiter Zyklus, der die fünf menschlichen Sinnesorgane, Mund, Ohr, Hand, Nase und Auge, thematisierte. Alle Ausstellungen wurden von dem Kurator Hans-Oiseau Kalkmann konzipiert und organisiert. Außerdem fanden Einzelausstellungen von Antoinette, Owusu-Ankomah, Hans Hendrik Grimmling, Franziska Rutishauser, Susanne Ritter, Petrus Wandrey, Kurt Schwerdtfeger, Ingolf Timpner, Sacha Tröger, Hans-Oiseau Kalkmann und anderen statt. In der ausstellungsfreien Zeit finden im Kunstgebäude auch Konzerte, etwa der Niedersächsischen Musiktage, und andere kulturelle Veranstaltungen statt.
- Auf dem Vorburggelände und gegenüber dem Kunstgebäude steht das moderne Künstleratelier mit Cortenstahlfassaden des Bildhauers Hans-Oiseau Kalkmann von 2007; Architekt war der Sohn des Bauherren, Jens Kalkmann.[15]

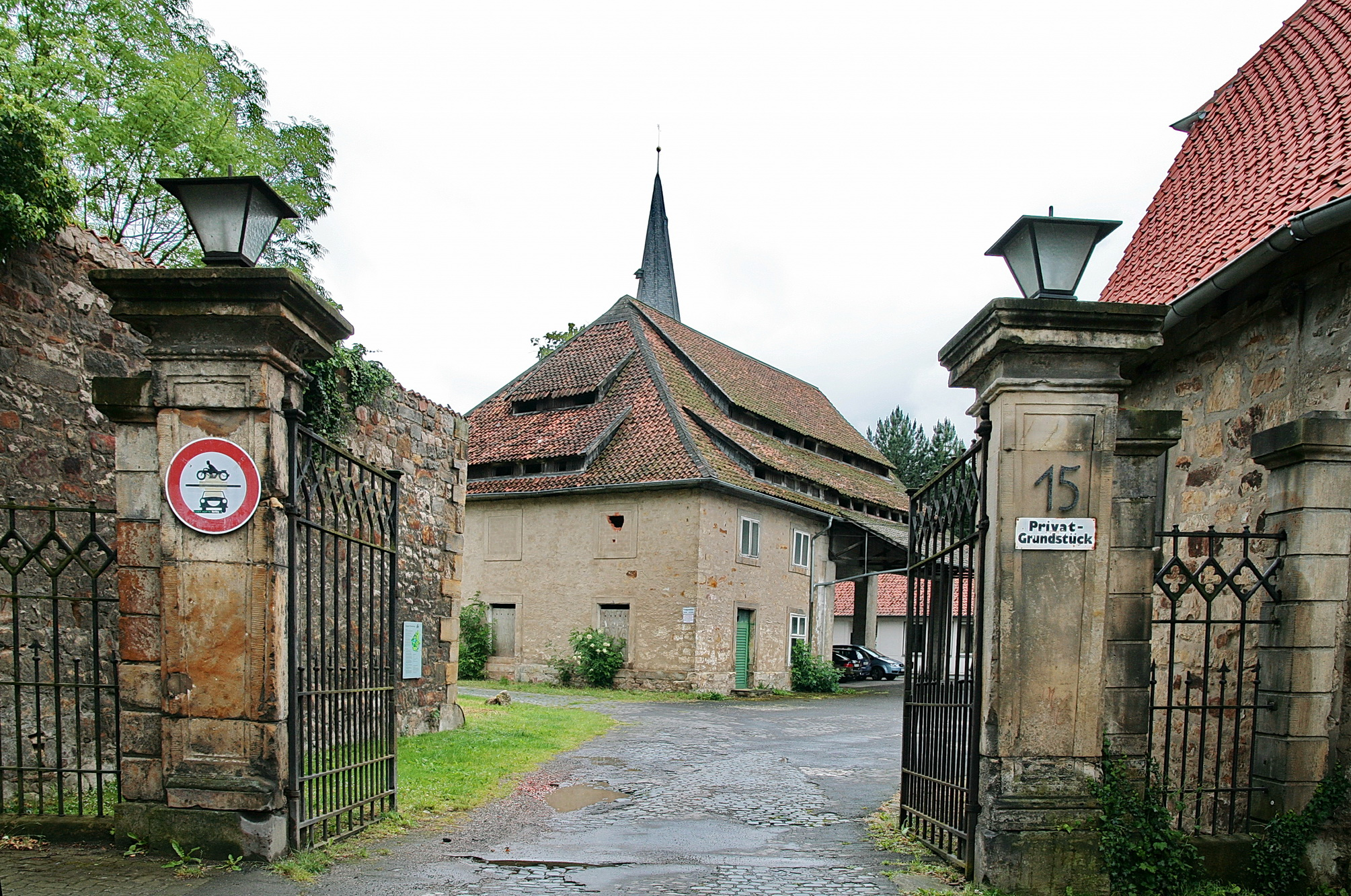
Zufahrt zum Schlosshof
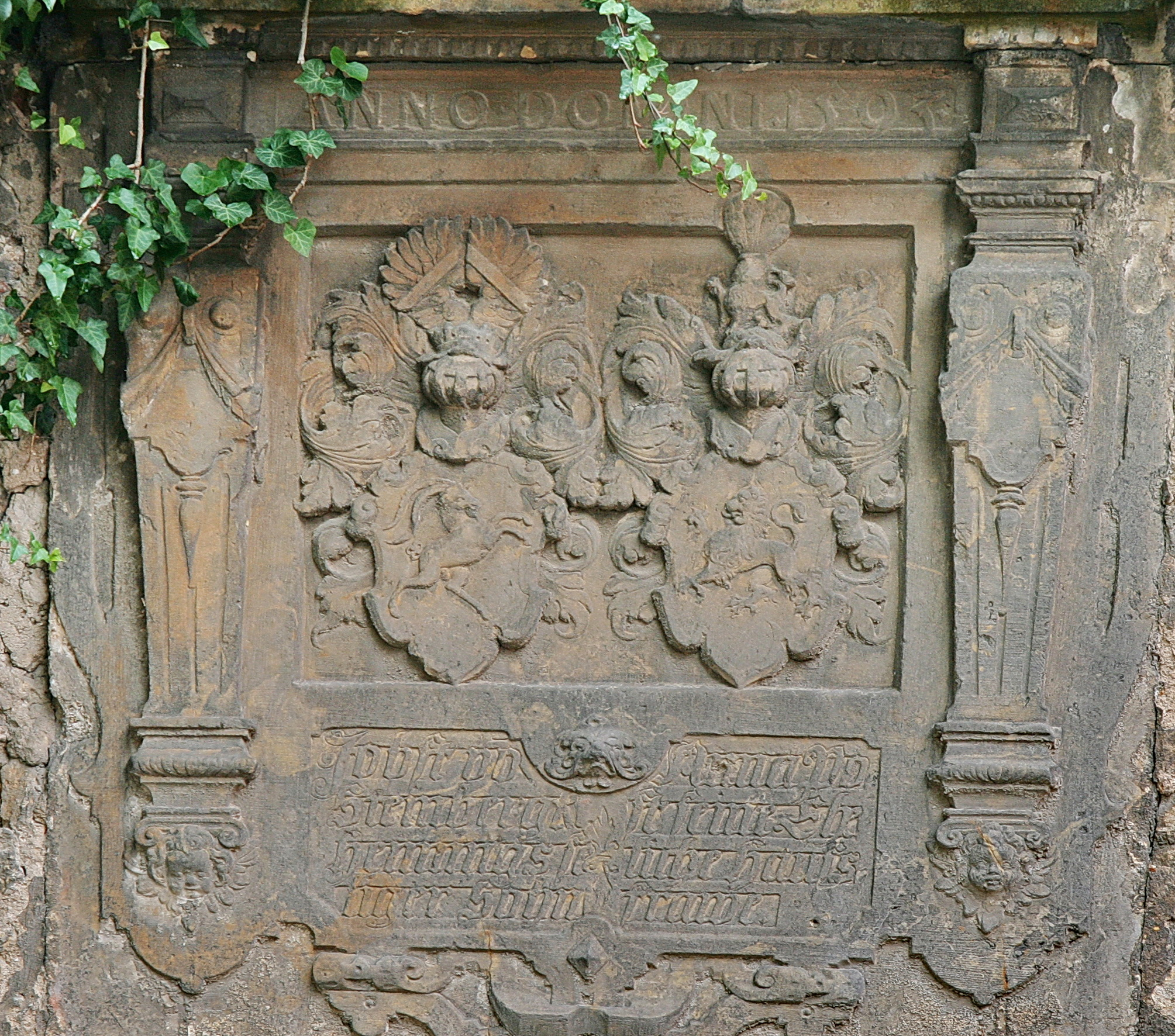
Wappen an Schlossmauer
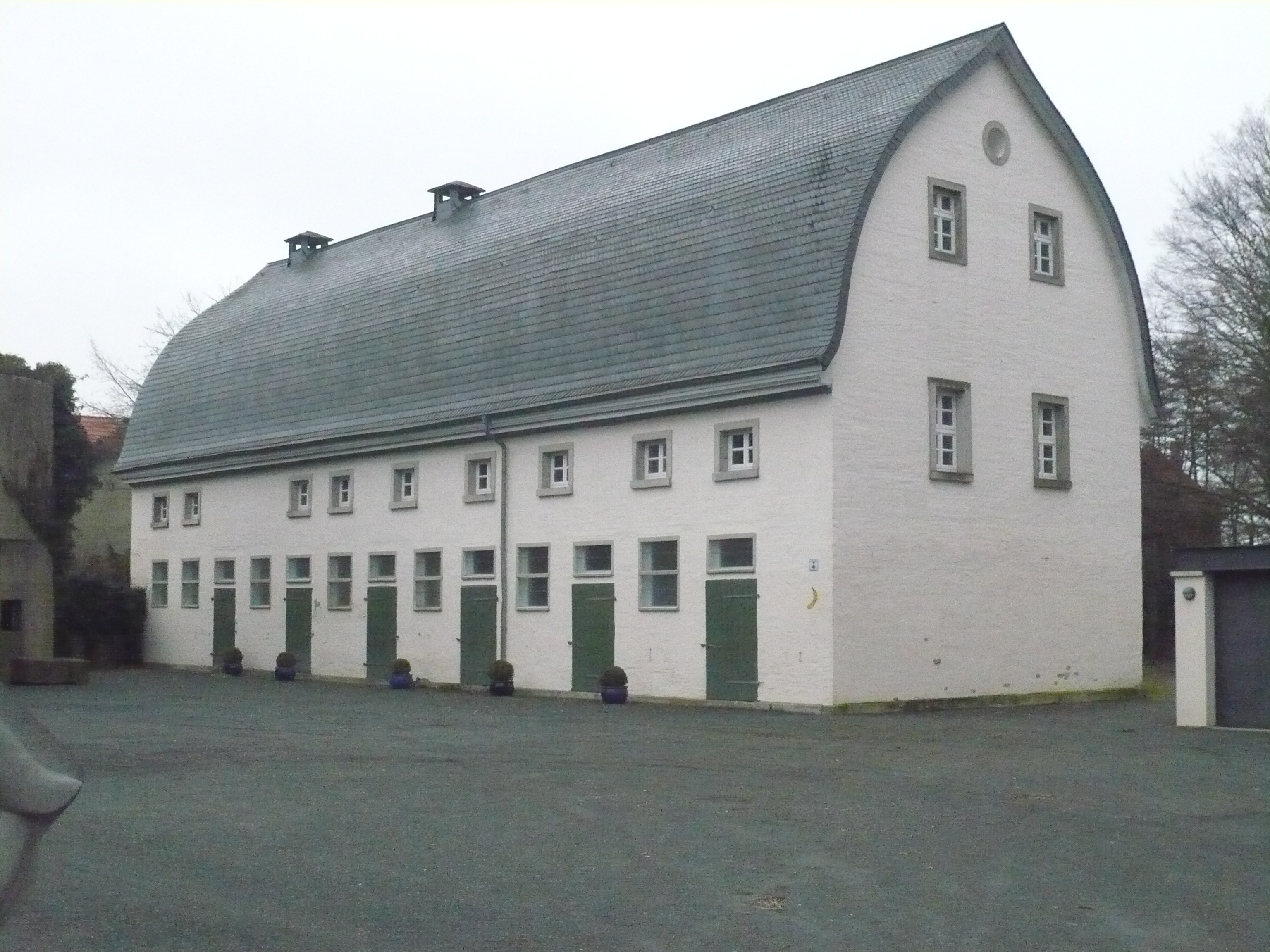
Schlosshof, Kunstgebäude mit Sattelschwingdach

### Kirchen und Schule
- Die evangelisch-lutherische Kirche St. Johannis mit Barockausstattung liegt vor dem Sehlemer Tor.[16] Ihr Name mit dem Bezug auf Johannes der Täufer deutet auf die Erstellung ihrer Vorläuferkapelle im 9. Jahrhundert hin.

- Der Kirchplatz vor St. Johanni wurde in drei Kontakt-Kunst-Aktionen (1989–1992) vom Bildhauer Hans-Oiseau Kalkmann und dem Architekten Jens Kalkmann aus Vanga-Granit erstellt.  Auf dem kreisförmig angelegten Platz befinden sich im Innenkreis als Relief oder vollplastisch die Namen der zwölf Apostel. Den Außenkreis bilden vier Skulpturen, die die vier Evangelisten darstellen. Als weltweit einmalig befindet sich auf dem Platz eine 13. Aposteldarstellung. Es ist Junia, die als Apostelin  im Johannes-Evangelium ausgewiesen wird und auf Anregung von Uta Ranke-Heinemann in die Gestaltung aufgenommen wurde.
- Die römisch-katholische Kirche St. Laurentii wurde 1826 im Stil des Klassizismus als evangelische Kirche am jetzigen Standort an der Salzdetfurther Straße errichtet und 1973 der katholischen Kirche überlassen,[17][18] sie gehört heute zur katholischen Pfarrgemeinde St. Gallus in Detfurth.
- Ehemalige Grund- und Hauptschule als Klinker- und Fachwerkbau auf rotem Natursteinsockel von 1905, seit 1985 als Wohnhaus und Architekturbüro „K25“ im Privatbesitz

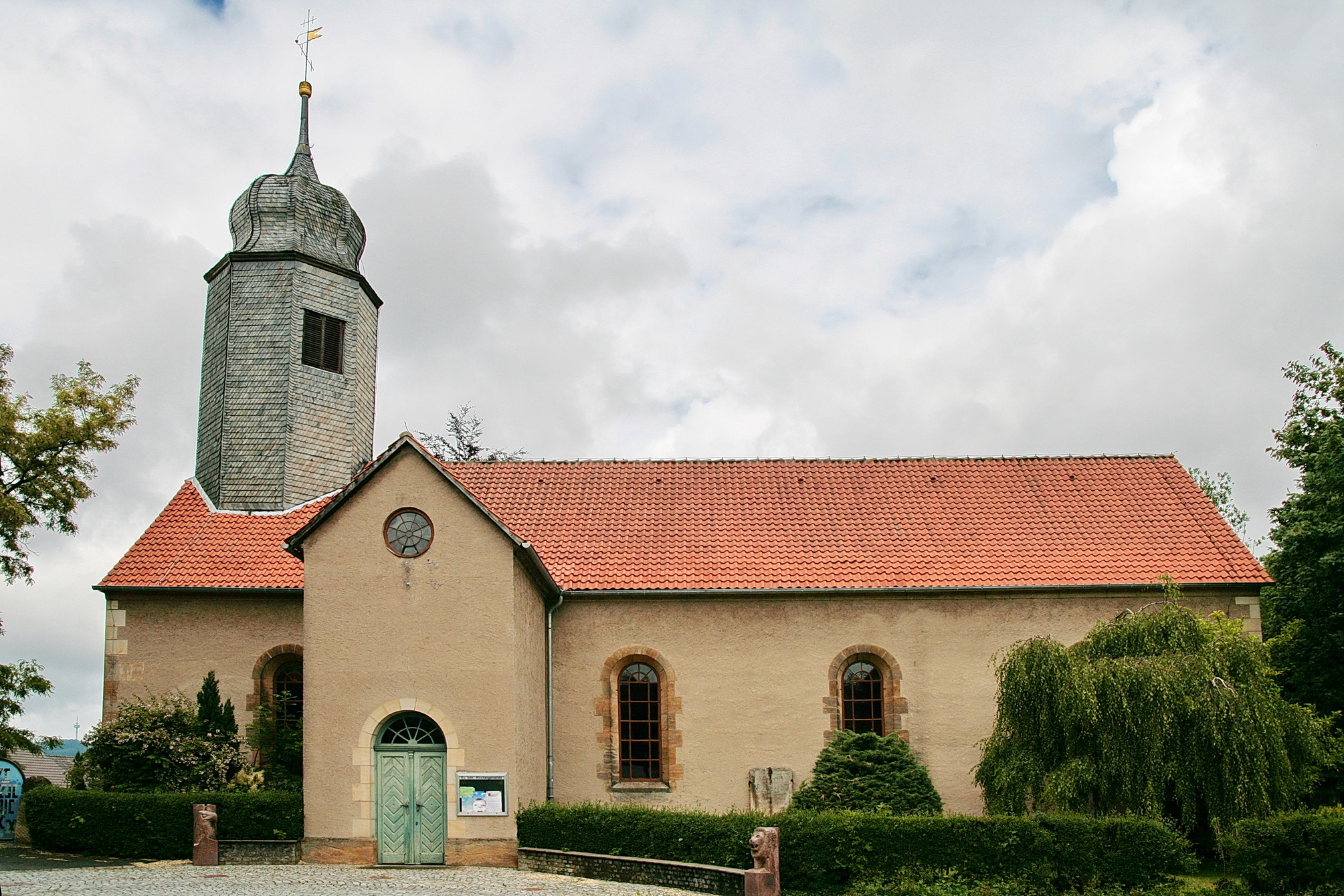
Evangelische St.-Johannis-Kirche
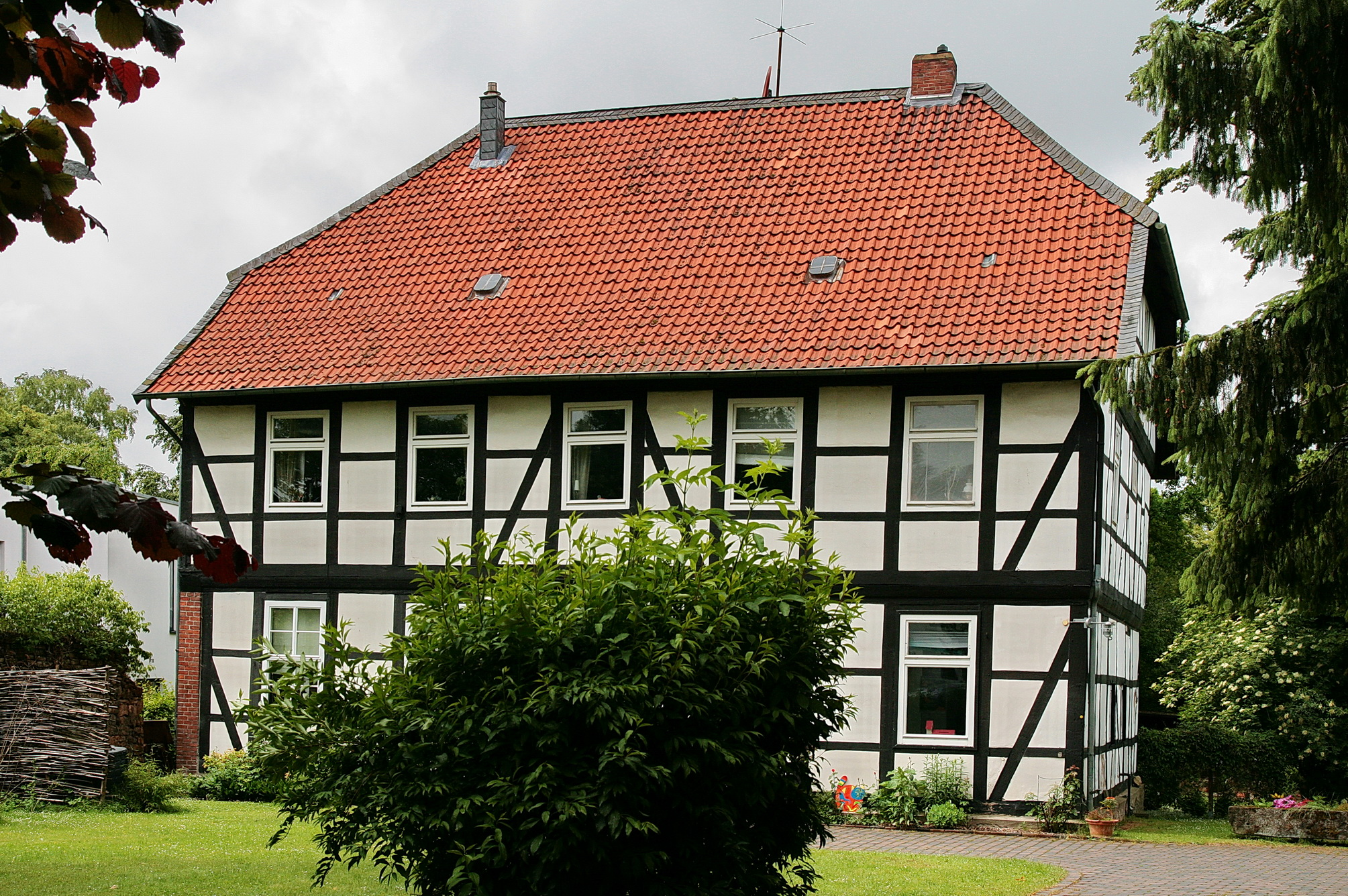
Pfarrhaus
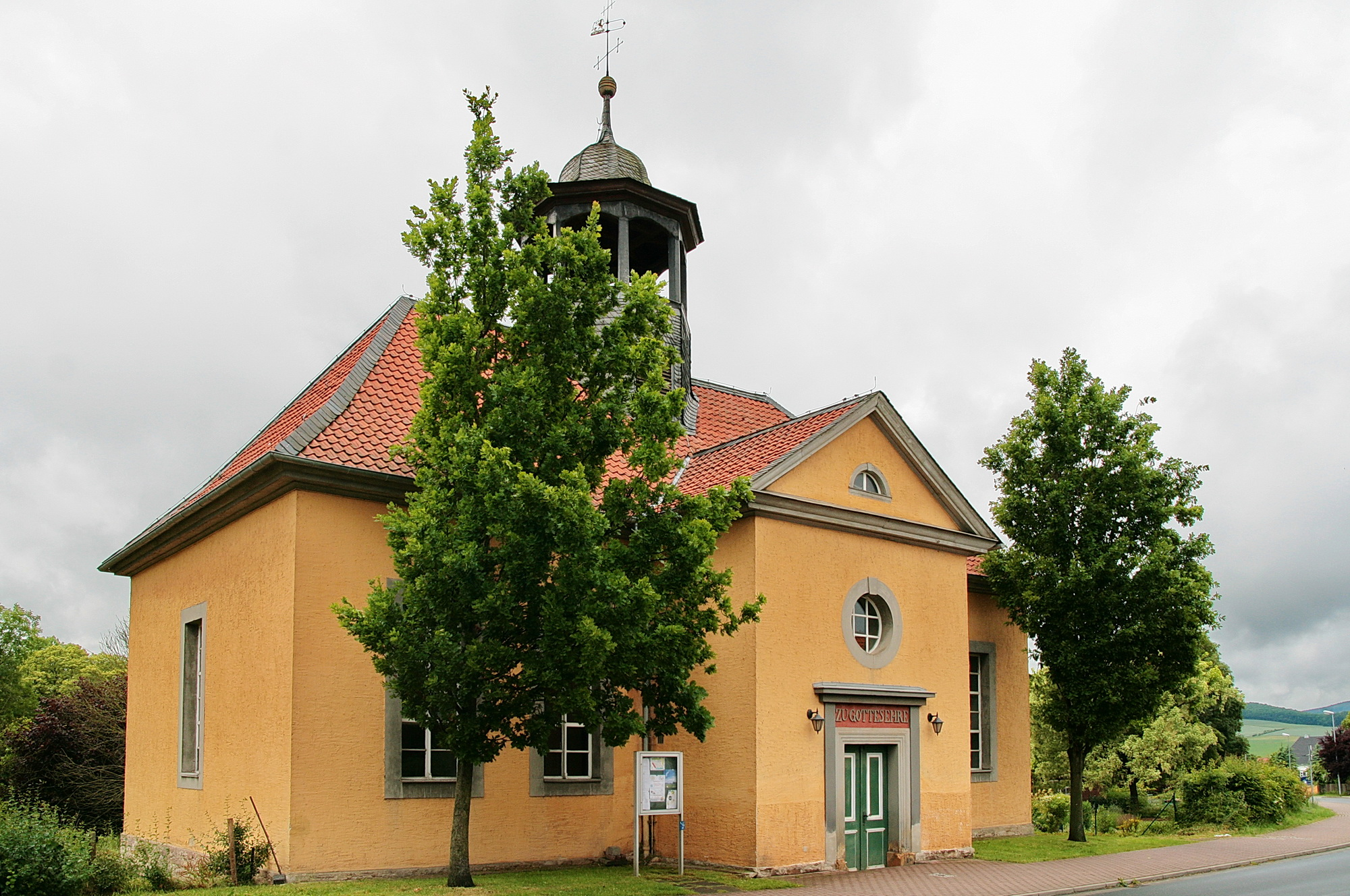
Katholische St.-Laurentii-Kirche
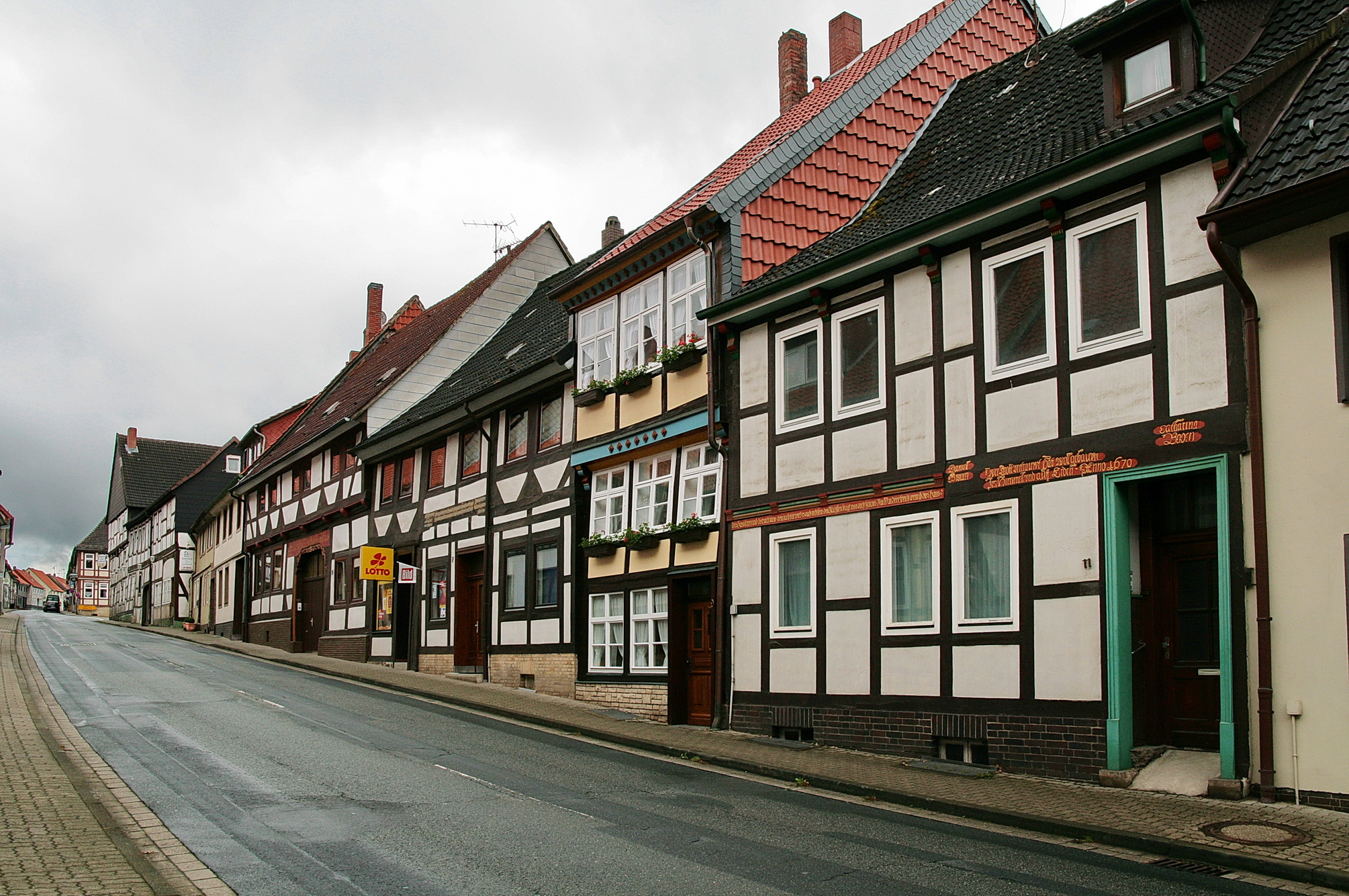
Ortsbild mit Fachwerkhausreihe von ca. 1670

### Radweg zur Kunst
Der Radweg zur Kunst geht auf die Initiative des Bildhauers und früheren Lehrers Hans-Werner Kalkmann zurück. Er verbindet vom Abzweig Ruthe an der Innerstemündung die Orte Sarstedt, Giesen, Hildesheim, Bad Salzdetfurth, Bodenburg, Lamspringe und Bad Gandersheim, wo er wieder auf den Leine-Heide-Radweg trifft. Die fünf Teilwege tragen die Bezeichnungen Wasser-Kunst-Weg, Romanik-Weg, Kontakt-Kunst-Weg, Kunst-beWEGt.Weg und Skulpturen-Pfad.

### Kontakt-Kunst-Weg
Auf dem Teilstück Kontakt-Kunst-Weg im Flecken Bodenburg entstand während der 27. Kontakt-Kunst-Aktion 1989 das Skulpturenensemble vor der St. Johanniskirche (mit zwölf Apostelsteinen aus Vangagranit). 1990 wurden ergänzend zwei Evangelisten (Löwe für Markus und Adler für Johannes) aufgestellt. 1992 entstand dann in der 31. Kontakt-Kunst-Aktion die Skulptur Junia, der 13. Apostel ist eine Frau (Schirmherrin: Jutta Ranke-Heinemann) mit dem Labyrinthstein in der Mitte des Kirchplatzes.
1993 arbeiteten lokale Künstler, unterstützt von Studenten aus Polen, Ungarn, Rumänien und Deutschland an der Skulptur aus Carrara-Marmor mit dem Titel Der GRENZSTEIN – das Symbol des Trennenden als Zeichen der Verständigung. Gefördert wurde diese Aktion durch den früheren Bundesaußenminister Klaus Kinkel. Der Standort ist der ehemalige Bahndamm an der Gemarkungsgrenze zwischen Bodenburg und Sehlem.
Im Rahmen der 34. Kontakt-Kunst-Aktion (1995) schuf Hans-Werner Kalkmann aus Marmor unter der Beteiligung vieler Bürger Hinter dem Hagen eine Wasserskulptur mit dem Namen Das Dritte Ohr. Dieser Brunnen ist die sechste Station des Ökologischen Wasserlehrpfades Bodenburg.
Im Zuge der notwendigen Erneuerung der Regenwasserleitung vom Wanneweg zum Kuckucksweg 1997 stellte sich heraus, dass sich vor dem Haus Kirchstraße 21 ein zugeschütteter Brunnen befand. In der 37. Kontakt-Kunst-Aktion entstand aus schwedischem Granit ein neuer Brunnen, der wegen seiner Form die Brunnen-Welle genannt wird.
2004 stand das Kontakt-Kunst-Zelt vor der Grundschule am Bruderstieg. Hier entstand in einer sechswöchigen Aktion aus Granit die MUND-SKULPTUR. Schüler der Klassen 1 bis 4 konnten in dieser Zeit Reliefs aus Sandstein arbeiten, auf denen sie die Sinnesorgane des Menschen: Augen, Nase, Ohr, Hand und Mund darstellten. Diese Steinplatten sind als Linie in das Pflaster vor der Schule eingelegt.

### Ökologischer Wasserlehrpfad Bodenburg
Der Flecken Bodenburg befindet sich in einer geologischen Situation, die im Oberoligozän entstand. Ihr verdankt der Ort seinen Wasserreichtum. Der örtliche Bildhauer Hans-Werner Kalkmann griff die lokale Wassersituation auf und konzipierte den Ökologischen Wasserlehrpfad Bodenburg. Schirmherrin war die frühere Umweltministerin des Landes Niedersachsen Monika Griefahn, die den Pfad im Jahre 1995 einweihte. Der Pfad hat 17 Stationen und führt durch eine abwechslungsreiche Landschaft. Jede Schautafel nimmt auf die Wassersituation des Standortes Bezug. Zum Pfad gibt es ein Begleitheft.

### Freibad Bodenburg
Das Freibad Bodenburg wurde 1925 erbaut und bietet ein kombiniertes Schwimmer- und Nichtschwimmerbecken mit Rutsche und Sprunganlagen. 2002 gründete sich der Förderverein Freies Bad Bodenburg e. V. zum Erhalt des örtlichen Freibades. Der Förderverein führt unterschiedliche Veranstaltungen wie Poolpartys, Papierbootregatten oder Schwimmwettbewerbe durch.

## Wirtschaft und Infrastruktur

### Vereine
- Freies Bad Bodenburg e. V.
- Freiwillige Feuerwehr Bodenburg
- Musikzug der Freiwilligen Feuerwehr Bodenburg von 1874 e. V. (ältester Feuerwehr-Musikzug in Deutschland)
- KKS Bodenburg
- Spielmannszug Bodenburg
- DC Dartagnan Bodenburg e. V.
- Kunstverein Bad Salzdetfurth e. V.
- VfB Bodenburg
- MTV Bodenburg
- Gesangverein Bodenburg
- Sozialverband Deutschland Ortsgruppe Bodenburg

### Verkehr
Von Bodenburg über die Landesstraße L 493 nach Bockenem und von dort zur Autobahnanschlussstelle 62 auf die A 7 (Hannover–Kassel) sind es 11 km. Nach Hildesheim auf der L 490 sind es 20 km.
Bodenburg war bis in die 1970er Jahre hinein ein Nebenbahnknoten, an dem die Bahnstrecke Bodenburg–Elze auf die Lammetalbahn Groß Düngen–Bad Gandersheim traf. Heute besteht nur noch die Verbindung in Richtung Groß Düngen, über die Regionalzüge nach Hildesheim fahren.
Auf den Fahrplanwechsel vom 14. Dezember 2003 übernahm die Eurobahn den Schienenpersonennahverkehr auf der Verbindung Hildesheim–Bodenburg. Gleichzeitig wurde ein neuer Endhaltepunkt eingeweiht, der unter Wegfall eines Bahnübergangs den alten Bahnhof ersetzt und ein direktes Umsteigen in die Busse Richtung Bockenem und Lamspringe–Bad Gandersheim ermöglicht. Von Dezember 2011 bis Dezember 2021 betrieb die NordWestBahn die Verbindung. Zum Fahrplanwechsel im Dezember 2021 wechselte der Betreiber erneut, seitdem verkehrt das Unternehmen Start, ein Tochterunternehmen der Deutschen Bahn.

### Schulen und Kindergärten
- Grundschule Bodenburg[22]
- Kindergarten St. Johannis Bodenburg

### Sportstätten
- Mehrzwecksporthalle
- Fußballplatz, mit Flutlichtanlage
- Bolzplatz, mit Flutlichtanlage
- 3 Tennisplätze
- Freibad
- Kleinkaliber Schießstand
- Basketballfeld

### Museen
In Bodenburg wird eine private Vogelsammlung betrieben. Die „Vogelstube“ bietet Interessierten Besuchern ca. 600 Exponate.

## Veranstaltungen
Regelmäßige Veranstaltungen in Bodenburg sind:
- Januar: Eiswette[24]
- Februar: Karnevalsumzug und -feier des Musikzuges Bodenburg
- April / Mai: Osterfeuer, Maifeier und Christi-Himmel-Fahrt Festival. Ab Ende April Wochenmarkt auf dem Marktplatz
- Juni: Eröffnung des Freibad Bodenburg
- Juli: Freibad Open-Air Festival
- August: Konzerte im Freibad Bodenburg
- September: Kartoffelfest, Herbst-Konzert Musikzug Bodenburg
- Oktober: Oktoberfest der Freiwilligen Feuerwehr
- November / Dezember: Weihnachtsmarkt Up'n Brinke

## Persönlichkeiten
- Johann Justus Bode (* um 1676–1719), Astronom und Mathematiker, wurde in Bodenburg geboren.